# Rondo 1
Il Rondo 1 è un grattacielo situato a Varsavia, in Polonia.

## Descrizione
L'edificio, utilizzato per ospitare uffici e alto 192 metri, è stato progettato da Larry Oltmanns quando lavorava per la Skidmore, Owings & Merrill.
La costruzione è iniziata nella primavera del 2003; il 7 agosto 2004 è stata posata la prima pietra e il 7 marzo 2006 è stata inaugurata ufficialmente.